# 夏のレッスン1
「夏のレッスン1」（ナツノレッスンワン）は、1984年6月21日に発売された原真祐美の通算6枚目のシングル。

## 解説
- A面の「夏のレッスン1」は、本人出演のテレビCM「出光・無鉛金アポロガソリン」のCMソングとして使用された。また、B面の「てんてん娘」は、本人主演の同名テレビドラマの主題歌として使用された。

## 収録曲
- 全曲作詞：三浦徳子

1. 夏のレッスン1 (3分56秒)　　
作曲：小杉保夫／編曲：佐久間正英
2. てんてん娘 (3分27秒)
作曲：馬飼野康二／編曲：八木正生